# Jan Plasota
Jan Władysław Plasota (ur. 14 sierpnia 1930 w Turowie, zm. 3 marca 2003 w Kobyłce) – polski ślusarz i działacz komunistyczny, poseł na Sejm PRL VI i VII kadencji.

## Życiorys
Syn Stanisława i Julianny. Uzyskał wykształcenie zasadnicze zawodowe. Pracował jako starszy mistrz ślusarski w Zakładach Wytwórczych Aparatury Rozdzielczej Wysokich Napięć im. Georgi Dymitrowa. Przewodniczył Radzie Robotniczej w swoim przedsiębiorstwie. Działał w Związku Walki Młodych i Związku Młodzieży Polskiej, następnie wstąpił do Polskiej Zjednoczonej Partii Robotniczej. Pełnił funkcje grupowego partyjnego, sekretarza oddziałowej organizacji partyjnej i sekretarza Komitetu Zakładowego PZPR. Był także delegatem na III, IV i V zjazd partii. W 1972 i 1976 uzyskiwał mandat posła na Sejm PRL w okręgu Warszawa-Praga i Warszawa-Praga Południe. W trakcie VI kadencji zasiadał w Komisji Przemysłu Ciężkiego i Maszynowego, a w trakcie VII kadencji w Komisji Przemysłu Ciężkiego, Maszynowego i Hutnictwa oraz w Komisji Spraw Zagranicznych.

## Odznaczenia
- Złoty Krzyż Zasługi
- Srebrny Krzyż Zasługi
- Brązowy Krzyż Zasługi (1955)[1]
- Srebrna odznaka honorowa „Za Zasługi dla Warszawy”